# Ghiacciaio Linehan
Il ghiacciaio Linehan è un ghiacciaio tributario lungo circa 20 km situato nella regione sud-occidentale della Dipendenza di Ross, nell'Antartide orientale. Il ghiacciaio, il cui punto più alto si trova a circa 2300 m s.l.m., si trova nella regione meridionale dei monti della Regina Elisabetta, nell'entroterra della costa di Shackleton, e fluisce verso nord-est a partire dal versante nord-orientale dell'altopiano del Principe Andrea e scorrendo lungo il versante occidentale della cresta Turnabout fino a unire il proprio flusso a quello del ghiacciaio Lowery.

## Storia
Il ghiacciaio Linehan è stato mappato da membri dello United States Geological Survey (USGS) grazie a fotografie aeree scattate dalla marina militare statunitense nel periodo 1960-62, e così battezzato dal Comitato consultivo dei nomi antartici in onore di Padre Daniel Linehan, della Compagnia di Gesù, che utilizzò tecniche sismologiche per misurare lo spessore del ghiaccio a bordo della USS Atka, nel 1954-55, e nell'area del mare di Ross, nel 1955-56.